# La fuente (Courbet)
La fuente  (en francés, La Source) es una pintura al óleo sobre lienzo creada en 1862 por Gustave Courbet. La pintura representa a una mujer desnuda vista de espaldas en el nacimiento de un arroyo. La obra forma parte de la colección del Museo Metropolitano de Nueva York.

## Descripción
La fuente representa de espaldas al espectador a una mujer desnuda, con solo un pañuelo al cuello, de pie en un riachuelo, con los brazos hacia delante acariciando el agua que fluye del manantial. Courbet pintó a la joven de manera realista, distanciándose de la forma femenina idealizada de sus contemporáneos. Es posible que Courbet haya pintado la obra en respuesta directa a La fuente de Jean-Auguste-Dominique Ingres (terminada en 1856), que presenta otro desnudo femenino en una escena similar pero de frente y muy idealizado.
Se desconoce la identidad de la modelo de Courbet para esta pintura; algunos especulan que posó dos veces para Courbet, mientras que otros argumentan que solo posó esta vez. La obra ha sido comparada con la pintura de Paul Gauguin La Luna y la Tierra (1893) y con La fuente ingresca. En 1868 el artista retomó el tema y creó otra La fuente, ahora expuesta en el Museo de Orsay de París.
La feminista y filántropa estadounidense Louisine Havemeyer (1855-1929) adquirió la pintura y luego la legó al Museo Metropolitano. Anteriormente la había prestado de forma anónima al mismo museo durante una exposición de las obras de Courbet en 1919.